# Wariatki (film 1988)
Wariatki − amerykański komediodramat z 1988 roku na podstawie powieści Iris Rainer Dart.

## Główne role
- Bette Midler − Cecilia 'CC' Carol Bloom
- Barbara Hershey − Hillary Whitney Essex
- John Heard − John Pierce
- Spalding Gray − Dr Richard Milstein
- Lainie Kazan − Leona Bloom
- James Read − Michael Essex
- Grace Johnston − Victoria Cecilia Essex
- Mayim Bialik − Cecilia 'CC' Carol Bloom (11 lat)
- Marcie Leeds − Hillary Whitney Essex (11 lat)

i inni

## Fabuła
Cecilia Bloom i Hillary Essex poznały się, gdy miały 11 lat na plaży w Atlantic City. Zaprzyjaźniły się, ale musiały się rozstać. Mimo to, piszą do siebie. Na następne spotkanie czekają 11 lat. Cecilia została piosenkarką, Hillary adwokatem. Zdarza im się nieraz pokłócić i zakochać w tym samym mężczyźnie, ale najtrudniejsza próba ich przyjaźni dopiero przed nimi...

## Nagrody i nominacje
Oscary za rok 1988
- Najlepsza scenografia – Albert Brenner, Garrett Lewis (nominacje)